# Liste der Kulturdenkmäler in Rettersen
In der Liste der Kulturdenkmäler in Rettersen sind alle Kulturdenkmäler der rheinland-pfälzischen Ortsgemeinde Rettersen aufgelistet. Grundlage ist die Denkmalliste des Landes Rheinland-Pfalz (Stand: 4. Mai 2023).

## Einzeldenkmäler
| Bezeichnung | Lage                                   | Baujahr | Beschreibung                                                                                    | Bild            |
| ----------- | -------------------------------------- | ------- | ----------------------------------------------------------------------------------------------- | --------------- |
| Meilenstein | nördlich von Witthecke an der B 8 Lage | um 1820 | preußischer Viertelmeilenstein (Streckenkilometer 10,477), kleiner zylindrischer Stein, um 1820 | Fotos hochladen |
| Meilenstein | westlich von Rettersen an der B 8 Lage | um 1820 | preußischer Ganzmeilenstein (Streckenkilometer 12,560), Obelisk, um 1820                        | Fotos hochladen |